# Mark Johnson (filósofo)
Mark Johnson (Kansas City, 24 de maio de 1949) é um filósofo e cientista cognitivo estadunidense, professor de Filosofia da Universidade de Oregon. Ele é um dos principais nomes da cognição incorporada e linguística cognitiva e publicou vários trabalhos ao lado de George Lakoff, como Metaphors We Live By.

## Obras
- Morality for Humans: Ethical Understanding from the Perspective of Cognitive Science, University of Chicago Press, 2014.
- The Meaning of the Body: Aesthetics of Human Understanding, University of Chicago Press, 2007.
- Philosophy in the Flesh: The Embodied Mind and Its Challenge to Western Thought (co-autoria com George Lakoff), Basic Books, 1999.
- Moral Imagination: Implications of Cognitive Science for Ethics, University of Chicago Press, 1993.
- The Body in the Mind: The Bodily Basis of Meaning, Imagination, and Reason, University of Chicago Press, 1987.
- Philosophical Perspectives on Metaphor, University of Minnesota, 1981.
- Metaphors We Live By (co-autoria com George Lakoff), University of Chicago Press, 1980; revisado em 2003.